# 浦澄江
浦 澄江（うら すみえ、1884年（明治17年）8月18日 - 1951年（昭和26年）1月24日）は、大日本帝国陸軍軍人。最終階級は陸軍中将。

## 経歴
1884年（明治17年）に高知県で生まれた。陸軍士官学校第16期、陸軍大学校第29期卒業。1928年（昭和3年）6月7日に奉天軍に応聘され、8月10日に陸軍砲兵大佐に進級した。1929年（昭和4年）3月に山砲兵第9連隊長に転じ、1931年（昭和6年）8月に台湾軍参謀に就任した。
1933年（昭和8年）8月1日に陸軍少将進級と同時に佐世保要塞司令官に着任した。1934年（昭和9年）8月に第6師団司令部附となり、1936年（昭和11年）3月に由良要塞司令官に就任。1937年（昭和12年）3月1日に陸軍中将進級と同時に待命、3月29日に予備役に編入された。
1947年（昭和22年）11月28日、公職追放仮指定を受けた。